# Frederico Venâncio
Pour les articles homonymes, voir Venâncio.
Frederico André Ferrão Venâncio, plus communément appelé Frederico Venâncio, est un footballeur portugais né le 4 février 1993 à Gâmbia. Il évolue au poste de défenseur central au SD Eibar.

## Biographie

### En club
Fils de Pedro Venâncio, il évolue tout d'abord au Vitória Setúbal pendant cinq saisons avant d'être prêté dans le club anglais du Sheffield Wednesday. En 2018, il signe au Vitória Guimarães,.

### En équipe nationale
Il participe avec les espoirs au championnat d'Europe espoirs 2015 organisé en Tchéquie. Lors de cette compétition, il reste sur le banc des remplaçants. Le Portugal s'incline en finale face à la Suède après une séance de tirs au but.